# Čcha Tong-min
Čcha Tong-min (hangul: 차동민, hanča: 車東旻; * 24. srpna 1986 Soul) je bývalý jihokorejský taekwondista. Je vysoký 188 cm a soutěžil v těžké váze. Je absolventem Korejské národní sportovní univerzity.
V roce 2003 vyhrál asijský šampionát juniorů a v roce 2006 byl studentským mistrem světa. Na Letních olympijských hrách 2008 získal zlatou medaili v nejvyšší hmotnostní kategorii, když ve finále zdolal Alexandra Nikolaidise z Řecka 5:4. V roce 2009 vyhrál Hry východní Asie. Na mistrovství světa v taekwondu získal v roce 2011 stříbrnou medaili. V roce 2012 se stal mistrem Asie v těžké váze. Téhož roku se pokusil v Londýně o obhajobu olympijského vítězství, avšak vypadl ve čtvrtfinále. Na LOH 2016 ho ve čtvrtfinále porazil pozdější vítěz Radik Isajev, díky vítězství v opravách získal Čcha Tong-min bronzovou medaili. V říjnu 2016 ukončil kariéru. Od roku 2022 působí jako trenér v Austrálii.